# Eupithecia mirei
Eupithecia mirei är en fjärilsart som beskrevs av Claude Herbulot 1965. Eupithecia mirei ingår i släktet Eupithecia och familjen mätare. Inga underarter finns listade i Catalogue of Life.